# Крістіна Бакарандзе
Крістіна Бакарандзе (груз. კრისტინა ბაკარანძე; нар. 19 травня 1998, Грузія) — азербайджанська футболістка грузинського походження, півзахисниця турецького клубу «ALG Spor» та національної збірної Азербайджану.

## Ранні роки
Народилася в Грузії. Вона вивчала економіку в Зугдідському державному університеті імені Шота Месхія (ЗДУ) в Зугдіді.

## Клубна кар'єра
В молодлму віці виїхала до Азербайджану. З 2013 по 2015 рік виступала за «Загаталу». У сезоні 2015/16 років перейшла до бакинського «Нефтчі». Потім вона повернулася до свого колишнього клубу, «Закатала», де грала з 2016 по 2017 рік.
У липні 2017 року підписала піврічний контракт з казахстанською командою «Окжетпес».
Вона приєдналася до «Гаккарюджуспор» на південному сході Туреччини 18 жовтня 2018 року, щоб грати в Першій лізі Туреччини.
Наприкінці жовтня 2021 року перейшла до «ALG Spor» з Газіантепа.

## Кар'єра тренера
У футболці дівочої збірної Азербайджану (WU-17) 2 серпня 2013 року в поєдинку 8-ї групи кваліфікації дівочого чемпіонату Європи 2014 року в поєдинку проти Австрії. Вона брала участь у двох матчах групи 3 кваліфікації чемпіонату Європи. У 2015 році відзначилася одним голом на Турнірі розвитку УЄФА, який проходив у Шимкенті, Казахстан. Всього за збірну U-17 вона зіграла 13 матчів та відзначилася двома голами.
Виступала за жіночу молодіжну збірну Азербайджану (WU-19). Брала участь у молодіжному Кубку Балтії (WU-19) 2015 року. Зіграла в трьох матчах 3-ї групи кваліфікації чемпіонату Європи (WU-19), у 2 матчах еліт-раунду кваліфікації молодіжного чемпіонату Європи 2016 року і в трьох матчах групи 8 кваліфікації чемпіонату Європи. За збірну WU-19 відзначилася двома голами.
У 2015 році провела два матчі у футболці жіночої молодіжної збірної Азербайджану (WU-21).
У червні 2017 року отримала виклик до тренувального табору жіночої збірної Азербайджану.

## Статистика виступів

### Клубна
Станом на 8 січня 2022.
| Клуб                 | Сезон   | Ліга       | Ліга  | Ліга | Континентальні | Континентальні | Національні | Національні | Загалом | Загалом |
| Клуб                 | Сезон   | Дивізіон   | Матчі | Голи | Матчі          | Голи           | Матчі       | Голи        | Матчі   | Голи    |
| -------------------- | ------- | ---------- | ----- | ---- | -------------- | -------------- | ----------- | ----------- | ------- | ------- |
| «Нефтчі», «Закатала» | 2013–17 |            |       |      | –              | –              | 24          | 4           | 24      | 4       |
| «Нефтчі», «Закатала» | Загалом | Загалом    |       |      | –              | –              | 24          | 4           | 24      | 4       |
| «Окжетпес»           | 2017–18 |            |       |      | –              | –              |             |             |         |         |
| «Окжетпес»           | Загалом | Загалом    |       |      | –              | –              |             |             |         |         |
| «Гаккарюджуспор»     | 2018–19 | Перша ліга | 15    | 1    | –              | –              | -           | -           | 15      | 1       |
| «Гаккарюджуспор»     | 2019–20 | Перша ліга | 11    | 3    | –              | –              | -           | -           | 11      | 3       |
| «Гаккарюджуспор»     | Загалом | Загалом    | 26    | 4    | –              | –              | -           | -           | 26      | 34      |
| «ALG Spor»           | 2021–22 | Суперліга  | 4     | 1    | –              | –              | 0           | 0           | 4       | 1       |
| «ALG Spor»           | Загалом | Загалом    | 4     | 1    | –              | –              | 0           | 0           | 4       | 1       |